# 동부긴귀박쥐
동부긴귀박쥐(Nyctophilus bifax)는 애기박쥐과에 속하는 박쥐의 일종이다. 오스트레일리아와 인도네시아, 파푸아뉴기니에서 발견된다. 오스트레일리아에서 아열대 지역까지 분포 지역이 확장된다. 식충성 동물이며, 나무에 매달려 생활한다.